# Chamrail
Chamrail è una suddivisione dell'India, classificata come census town, di 8.554 abitanti, situata nel distretto di Howrah, nello stato federato del Bengala Occidentale. In base al numero di abitanti la città rientra nella classe V (da 5.000 a 9.999 persone).

## Geografia fisica
La città è situata a 22° 38' 01 N e 88° 17' 50 E.

## Società

### Evoluzione demografica
Al censimento del 2001 la popolazione di Chamrail assommava a 8.554 persone, delle quali 4.335 maschi e 4.219 femmine. I bambini di età inferiore o uguale ai sei anni assommavano a 877, dei quali 452 maschi e 425 femmine. Infine, coloro che erano in grado di saper almeno leggere e scrivere erano 6.519, dei quali 3.525 maschi e 2.994 femmine.